# Mare Nostrum (beeld)
Mare Nostrum is een artistiek kunstwerk in Amsterdam-Zuidoost.
De creatie van Barten van Elden en Raymond Hirs dateert uit circa 1988 en bestaat uit een drietal roestvast stalen zigzag stroken die in een grasland liggen langs het Abcouderpad. De metalen stroken liggen in die groenstrook als werken ze zelf mee aan het open houden (vrij van bebouwing) van het grasland. Bij aanleg had het een nevenfunctie; het leidde de weg naar de artotheek. Het beeld is met Google Maps te zien.
Het vertoont qua vorm verwantschap met het beeld Trap van de kunstenaars, hetgeen driedimensionaal is geplaatst.